# アイマン・ザワーヒリー
アイマン・ムハンマド・ラビーウ・アッ＝ザワーヒリー （アラビア語: أيمن محمد ربيع الظواهري アラビア語エジプト方言発音: [ˈʔæjmæn mæˈħæmmæd ɾɑˈbiːʕ ez.zˤɑˈwɑhɾi], 英:Ayman al-Zawahiri,  1951年6月19日 - 2022年7月31日）は、エジプト出身の医師、神学者、テロリスト 。2011年6月から2022年7月に死亡するまでテロ組織アルカーイダの指導者であった人物である。ウサーマ・ビン・ラーディンの死後、その後継者となり、それ以前はアジア、アフリカ、北米、ヨーロッパでの攻撃を指揮するイスラム主義組織の幹部であった。2012年には、イスラム教徒に対して、イスラム圏で欧米人を誘拐するよう呼びかけた。
9月11日の同時多発テロの後、米国務省はアイマン・ザワーヒリーの逮捕につながる情報または諜報活動に対して2500万米ドルの報奨金を提供した 。彼は1999年、国連のアルカーイダ制裁委員会により、アルカーイダのメンバーとして世界的な制裁下に置かれた。
2022年7月31日、ザワーヒリーはカブールでアメリカ軍の無人機攻撃による空爆で殺害された。　　　　　　　　　

## プロフィール

### 生い立ち
1951年に、カイロ郊外のマアーディの中流家族に生まれた。父は薬学と化学の大学教授で一族で医家を成し、母は政治的に有力な一族の出であった。また祖父はアズハル大学の著名なイマームであった。ザワーヒリーは成績優秀で詩歌を好み、争いを好まない穏やかな性格であった。ザワーヒリーの両親も敬虔ではあるが狂信的なムスリムではなかった。サイイド・クトゥブの思想的影響が広がる中で、叔父の影響を受け、政治やイスラーム主義に関心が向い、14歳でムスリム同胞団に入団。翌年、クトゥブがエジプト政府に処刑されたためザワーヒリーらは地下活動に移った。当時、ザワーヒリーは「クトゥブ主義を行動に」とスローガンを記している。カイロ大学医学部に進み心理学と薬学、そして外科医学を専攻し、1974年に卒業するとエジプト陸軍で3年間外科医を務め、その後、実家の傍に開業した。1978年には修士号も取得、眼科医として卓越した技術を持つ。その年、カイロ大学で哲学を専攻していた女性と結婚した。二人は1男5女をもうけた。その頃にはザワーヒリーらの活動はジハード団に統合されていった。

### ジハード団
ザワーヒリーはジハード団でリクルートを担当、軍の将校を引き入れ武器を集めようと奔走した。1981年にジハード団によってアンワル・アッ＝サーダート大統領殺害事件が起こるとザワーヒリーは逮捕された。この時、拷問を受けたとされる。サーダート大統領殺害の関係を立証されず、ザワーヒリーは違法武器所有罪で禁錮3年の刑を受ける。

### アルカーイダ
出所後、ハッジでサウジアラビアに向かい、ジッダに留まり1年間医師として勤めた。次いでパキスタンのペシャーワルに行き赤新月社で難民の治療に従事した。またジハード団の再建に動いた。ペシャーワルではアブドゥッラー・アッザームが組織するマクタブ・アル＝ヒダマト(MAK)に合流、ウサーマ・ビン・ラーディンに会ったのもこの時である。MAKが崩壊すると、MAKのムジャーヒディーンはビン・ラーディンをリーダーとしアルカーイダを創設した。
ザワーヒリーはスイス国籍とオランダ国籍の2つの偽名と偽のパスポートを用いて活動、この時期、アルカーイダの副官として密かにイランに接近、イラン革命に倣いエジプトで革命を起こすことを画策した。1990年代になるとイスラーム原理主義ネットワークを世界的に拡大しようと動き、1993年にはアフガニスタンの子供を助ける基金の募金活動と称してアメリカに入り、カリフォルニア州に滞在した。1995年にはジハード団として、ザワーヒリーはイスラマバードの在パキスタン・エジプト大使館爆破事件を主導した。1994年以降、ジハード団内部の抗争が激化、ザワーヒリーはスーダンを離れ東アジアや東南アジアを回った。1996年にはチェチェンに入るがロシア国境を越えたところで逮捕され翌年釈放された。
ザワーヒリーらはアルカーイダの拠点があったアフガニスタンのジャラーラーバードに入り、両者は統合された。1997年にはイスラム集団が起こしたルクソール事件にも関与した。この事件でザワーヒリーは1999年にエジプトの軍事法廷で被告人不在のまま死刑判決を受けた。1998年2月23日、ユダヤ・十字軍に対する聖戦のための国際イスラム戦線の名前で、ビン・ラーディン連名でファトワーを宣告した。同年6月24日、ビン・ラーディンと共にアルカーイダの会合を開催した。同年8月、ケニア・タンザニアでアメリカ大使館爆破事件を起こし、この頃から国際的な注目を集めるようになった。2000年に米艦コール襲撃事件を起こすと、ビン・ラーディンとザワーヒリーはアメリカの報復を逃れるためにアフガニスタンのカーブルに移動した。

### アメリカ同時多発テロ事件以降
2001年9月にアフガニスタンのホースト州で目撃されたのを最後に消息不明となり、以後の行方はその後数十年に渡って、分かっていなかった。ザワーヒリーの妻や子供は2001年のアフガニスタン紛争で米軍の爆撃で死亡した。ザワーヒリーの死亡の可能性も示唆されていたが、それ以後も今日まで40以上のビデオ声明をインターネット上に出している。2001年10月、アメリカ連邦捜査局はザワーヒリーを「最重要テロリスト」22名に指名、ビン・ラーディンに次ぐ2位の重要手配犯として2500万ドルの報奨金をザワーヒリーの首に懸けている。一方でターリバーンは2001年11月にビン・ラーディンとザワーヒリーにアフガニスタンの市民権を公式に与えた。
2008年11月19日には、ウェブサイトにバラク・オバマ米次期大統領に対する声明を発表。オバマを「ハウス・ニグロ」（この言葉は米国の奴隷制時代に家庭内で家事を行う黒人奴隷を意味しており、家の外で過酷な肉体労働を行う黒人奴隷からは「裏切り者」を意味する言葉である）と呼んだ。また、「ハウス・ニグロ」という言葉を用いたマルコムXを称賛しながら、現代の「ハウス・ニグロ」としてコリン・パウエル、コンドリーザ・ライス元国務長官の名前も挙げ、「マルコムXがハウス・ニグロについて語ったことが正しいことは、お前たちを見れば一目瞭然だ」と演説した。
声明はアラビア語の音声に英語の字幕が付けられ、米軍をイラクから撤退させアフガニスタンに派遣するというオバマの政策について「失敗すべく運命付けられた政策」と批判し、「アフガニスタンの犬たちは米兵の肉の味を覚えた。さらに何千もの兵を送るがいい。」と挑発し、オバマの宗教に関して「イスラム教徒の父を持ちながらイスラム教の敵に回り、ユダヤ教の祈りを捧げながら米国で指導者の地位を得るためにキリスト教徒を騙っている。」と非難した。
プリンストン大学のメリッサ・ハリス・レースウェル教授は「アルカーイダが米国で起こっていることに多大な関心を払っている証拠。国外の人間が、米国のアフリカ系アメリカ人を、その社会でのみ通用する見下した言葉で定義するとは、驚きだ。米国の誰かが中東の政治指導者を『フィールド・モスリム』とあざけったり、ほかの人種や民族、宗教の真正さに疑問を呈するのに等しい」と語った。
音声が本当にザワーヒリーのものか否かは未確認である。

### ウサーマ・ビン・ラーディンの死後
2011年5月2日、パキスタンのアボッターバードでアルカーイダの司令官（アミール）であるウサーマ・ビン・ラーディンが米海軍特殊部隊によって殺害された。アルカーイダの内部規則では司令官が死亡した場合は、その副官が後継の司令官になることが定められており、ザワーヒリーが司令官に任命される可能性が高いとみられていたが、2011年6月16日、新たな指導者として選出された。
司令官には忠誠の誓いをしなければならず、エジプト人であるザワーヒリーに対してサウジやイエメン出身のアルカーイダ幹部の反発も予想される。ビン・ラーディンがカリスマ性から多くのメンバーを集め、アルカーイダの組織作りを担ってきたのに対して、ザワーヒリーは知識人気取りと傲慢な態度で他のメンバーから疎まれてきた。また、他のメンバーの些細な信仰上の違いに執着し、エジプトでのジハードを優先しようとするなど、ビン・ラーディンと違ってアルカーイダ内部で常に評価が分かれていたとされる。また、医師という職業柄か、冷酷ではあっても残虐な行為は好まず、ISISを嫌悪していると言う。
2013年エジプトクーデターにおいて、エジプトでサラフィー主義団体指導者を務めていた弟のムハンマド・ザワーヒリーが、シナイ半島での治安部隊への銃撃に関わったとされギーザで逮捕された。
アメリカ同時多発テロ事件から20年を迎えた2021年9月にはアルカーイダがザワーヒリーの映像をインターネット上に公開し、その中でザワーヒリーはアメリカのアフガニスタンからの撤退にも言及していた。
2022年7月31日にアメリカ軍がカーブルでドローンによる空爆を実施し、その際に隠れ家に潜んでいたザワーヒリーが死亡したことをジョー・バイデン大統領が8月1日に宣言した。71歳没。

## 死

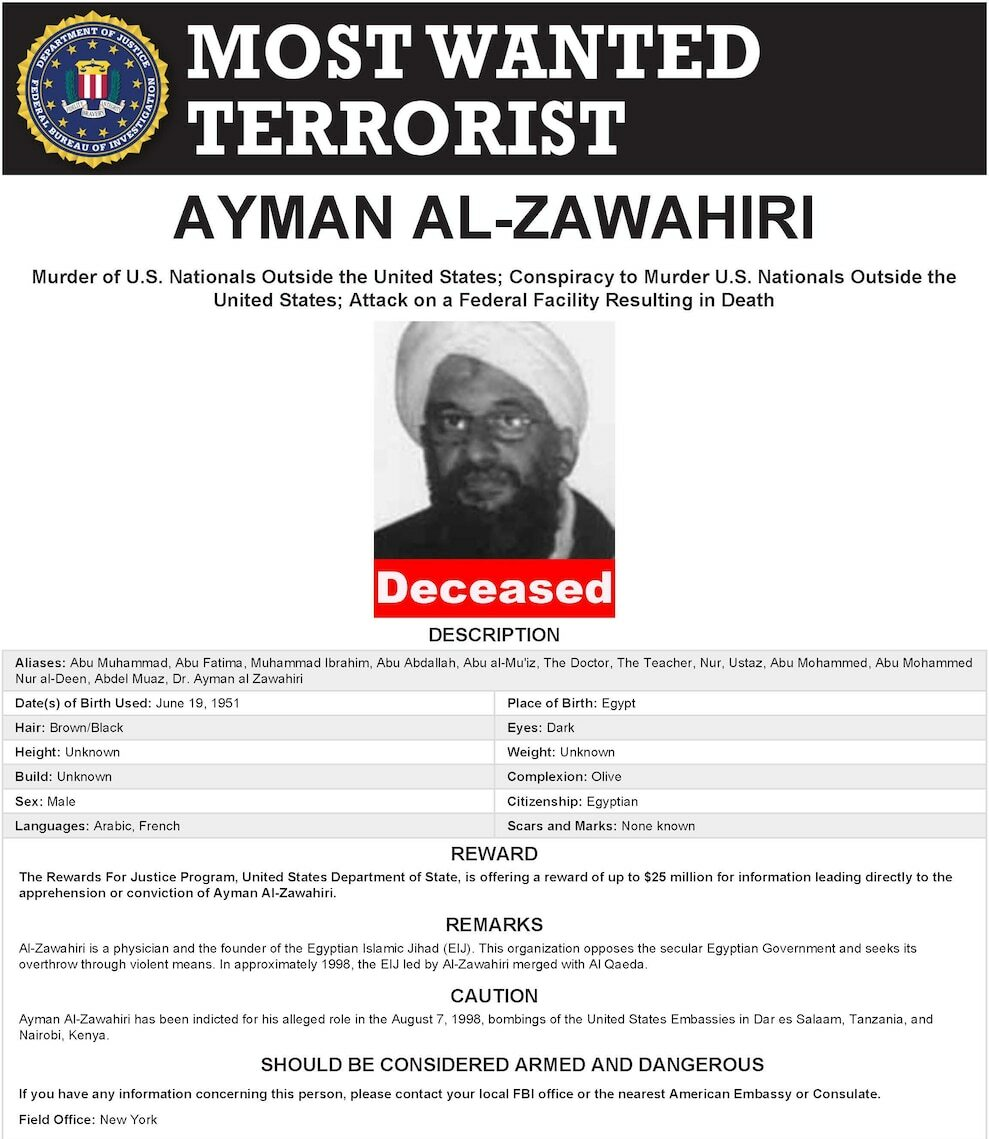
アル・ザワヒリのFBI Most Wanted Terroristsのページで故人と表示された画面（2022年8月1日）

アル・ザワヒリは2022年7月31日、現地時間午前6時（東部時間午後9時）過ぎ、米中央情報局が早朝にカブールの高級住宅街シェルプールで実施した無人航空機による攻撃によって死亡した。政府高官は記者団に対し、「週末、米国はアフガニスタンにおけるアルカイダの重要な標的に対してテロ対策作戦を実施した。作戦は成功し、民間人の死傷者はなかった。」と述べた。米国国防総省はこの攻撃の責任を否定し、アメリカ中央軍はコメントを控えた。作戦の成功を適切に検証する時間を確保するため2日遅れの8月1日夜、ジョー・バイデン大統領はホワイトハウスで、米情報機関が2022年初めにカブール中心部に移動したザワヒリの位置を突き止め、1週間前に作戦を許可していたと発表した。バイデン大統領はまた、この作戦で民間人に犠牲者は出ず、ザワヒリの家族にも被害はなかったと述べた 。
タリバンの声明は、この作戦を非難し、空爆はカブールのシェルプール地域の住宅で行われたと述べた。 タリバンのスポークスマンは「このような行動は、過去20年間の失敗の経験の繰り返しであり、アメリカ合衆国、アフガニスタン、そして地域の利益に反するものだと述べた。ニューヨーク・タイムズ紙は、アメリカのアナリストを引用して、攻撃された家は、タリバン政府の高官であるシラジュディン・ハッカーニの最側近が所有していると報じた。アメリカの高官は、ザワヒリはバルコニーに立っているときに2発のミサイルを受けたと語り、同じアナリストはAGM-114 ヘルファイアミサイルが使用されたことを示唆した
。
BBCのゴードン・コレラ安全保障特派員のような専門家の中には、「イスラム国などの新しいグループや運動がますます影響力を持つようになったため、ザワヒリは比較的小さな影響力しか持っていなかった」ことから、アル・ザワヒリ殺害の目的を疑問視する者もいる。ディーキン大学のアルフレッド・ディーキン市民権・グローバル化研究所でグローバルイスラム政治学の議長を務めるグレッグ・バートンは、スカイニュース・オーストラリアで「より有能で効果の高いリーダー」に交代する可能性があると語っている。